# 48. Sinfonie (Haydn)
Die Sinfonie C-Dur Hoboken-Verzeichnis I:48 komponierte Joseph Haydn wahrscheinlich im Jahr 1769 während seiner Anstellung als Kapellmeister beim Fürsten Nikolaus I. Esterházy. Die Sinfonie trägt den nicht von Haydn stammenden Beinamen „Maria Theresia“.

## Allgemeines

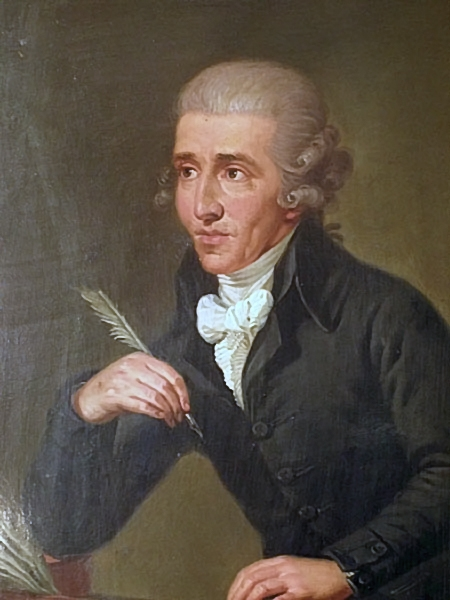
Joseph Haydn (Gemälde von Ludwig Guttenbrunn, um 1770)

Die Sinfonie Nr. 48 komponierte Haydn wahrscheinlich im Jahr 1769 während seiner Anstellung als Kapellmeister beim Fürsten Nikolaus I. Esterházy. Das Autograph ist zwar nicht erhalten, jedoch existiert eine Abschrift vom Hofkopisten Joseph Elssler aus dem Jahr 1769.
Der Titel „Maria Theresia“ stammt nicht von Haydn und ist auch in keiner der zahlreichen Abschriften überliefert. Er taucht erstmals 1812 bei Ernst Ludwig Gerber auf, später dann auf einem Druck der 1860er Jahre und wird 1879 von Carl Ferdinand Pohl festgeschrieben. Auf Pohl basiert auch die unbewiesene Behauptung, Haydn habe die Sinfonie 1773 beim Besuch der Kaiserin Maria Theresia am Hofe von Esterháza aufgeführt. In der älteren Literatur wird darüber hinaus teilweise behauptet, Haydn habe die Sinfonie extra für den Besuch der Kaiserin komponiert. In einigen Abschriften trägt die Sinfonie Nr. 48 auch den Titel „Laudon“, was offenbar auf einer Verwechslung der Sinfonie Nr. 69 mit ähnlichem Beginn des Kopfsatzes zusammenhängt. Möglicherweise wurde die Sinfonie beim Besuch der Kaiserin auf Schloss Kittsee im Jahr 1770 oder bei ihrem Besuch auf Schloss Esterháza 1773 aufgeführt.  Inwieweit der Sinfonietitel im Besuch der Kaiserin seinen Ursprung hat, ist unklar.

## Zur Musik
Besetzung:  zwei Oboen, zwei Hörner, zwei Violinen, Viola, Cello, Kontrabass. Zur Verstärkung der Bass-Stimme wurden damals auch ohne gesonderte Notierung Fagott und Cembalo-Continuo eingesetzt, wobei über die Beteiligung eines Cembalos unterschiedliche Auffassungen bestehen. In seiner Urfassung ohne Trompeten und Pauken „kommt der außerordentlich hohe Schwierigkeitsgrad besonders deutlich zum Ausdruck, denn das Werk erfordert präzise Streicher, ausgezeichnete Bläser und vor allem risikofreudige Hornisten, die neben der musikalischen Aufgabe auch einen technischen ‚Drahtseilakt‘ in C alto  zu absolvieren haben.“ In einigen frühen Abschriften finden sich auch Stimmen für zwei Trompeten, die offenbar zur Verstärkung oder als Ersatz der Hörner dienen sollten. In einigen weiteren Quellen sind zudem Pauken überliefert. Bis 1773 (Besuch von Maria Theresia in Esterháza) wurden diese Instrumente im Hoforchester nicht regelmäßig verwendet. Die Trompeten- und Paukenstimmen gelten als nicht authentisch.
Aufführungszeit: ca. 25 bis 30 Minuten (je nach Einhalten der vorgeschriebenen Wiederholungen).
Bei den hier benutzten Begriffen der Sonatensatzform ist zu berücksichtigen, dass dieses Schema in der ersten Hälfte des 19. Jahrhunderts entworfen wurde (siehe dort) und von daher nur mit Einschränkungen auf ein um 1769 komponiertes Werk übertragen werden kann. – Die hier vorgenommene Beschreibung und Gliederung der Sätze ist als Vorschlag zu verstehen. Je nach Standpunkt sind auch andere Abgrenzungen und Deutungen möglich.

### Erster Satz: Allegro
C-Dur, 4/4-Takt, 196 Takte

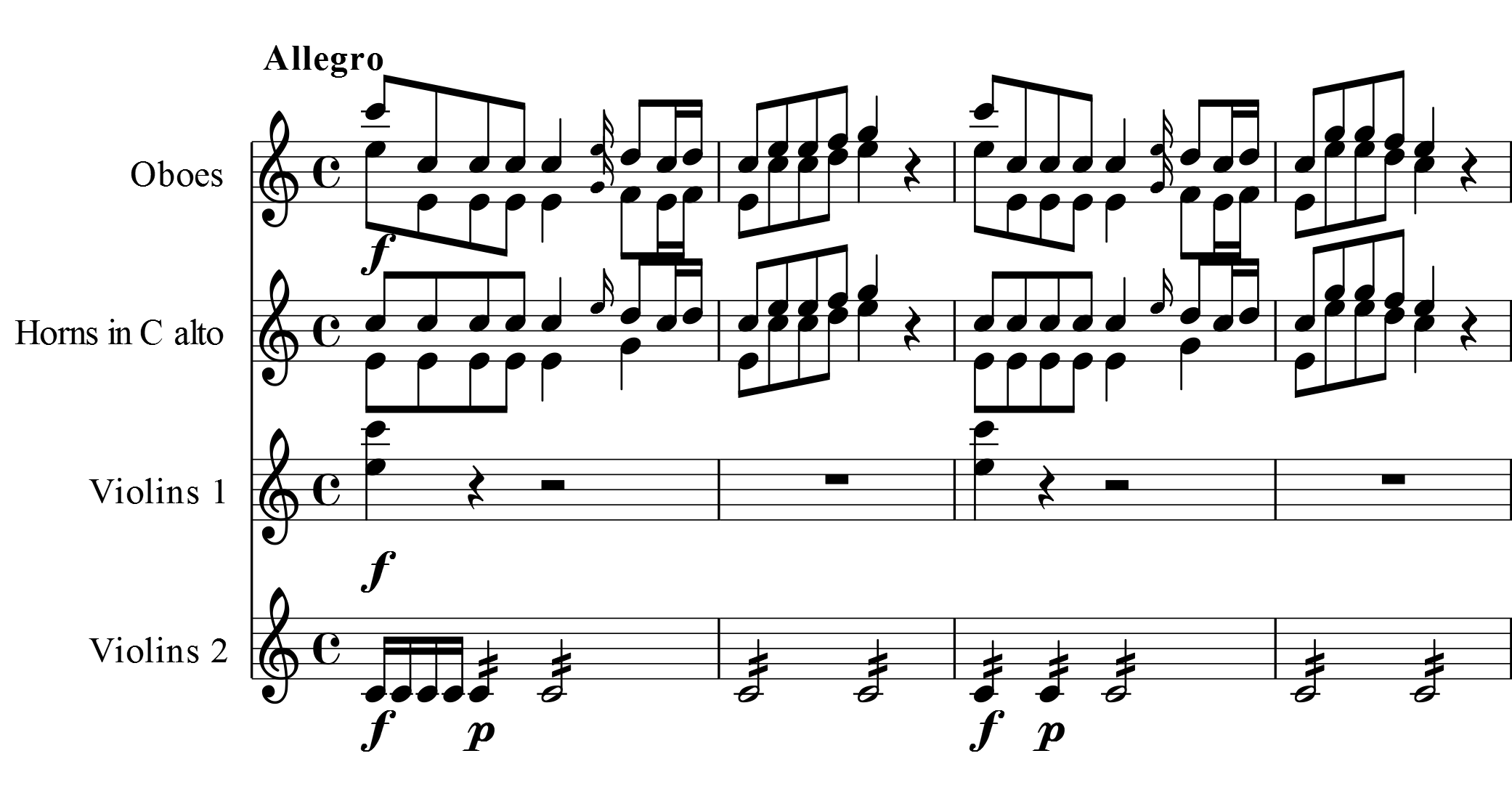
Beginn des Allegro

Das erste Thema ist durch die brillante, festliche Fanfare der dominierenden Bläser geprägt. Die dabei auftretende Folge von drei auf- (Takt 2) bzw. absteigenden Noten (Takt 4) spielt im  weiteren Satzverlauf eine wichtige Rolle („Dreitonmotiv“). Ab Takt 7 verliert die glanzvolle Musik jedoch überraschend ihren Schwung:

„Bevor die Musik aber eigentlich in Gang kommt, geschieht Merkwürdiges: nachdem das nur viertaktige Thema im Forte erklungen ist, setzen die Streicher nach zwei überleitenden Takten auf der Dominante im Piano ein und bauen über elf Takte hinweg eine Klangfläche auf, die über c-Moll nach As-Dur und zurück nach G-Dur moduliert – ganz ungewöhnlich in einem so frühen Stadium des musikalischen Prozesses – und über der die erste Violine eine unschlüssig wirkende, um den Ton g kreisende Melodie von nachdenklich-dunklem Charakter ausspinnt, die in einer Fermate auf der Dominante zum Stillstand kommt. Dieser Satzbeginn wirkt wie ein „Vorspann“, in dem gleichsam erst einmal die Möglichkeiten für den Ablauf des Satzes erprobt werden.“

In einem erneuten Anlauf wiederholt Haydn das Thema. Diesmal fährt es sich nicht fest, sondern setzt als Forte-Block mit Akkordschlägen der 1. Violine und Tremolo in der 2. Violine seinen festlich-vorwärtsdrängenden Charakter fort. Nach Wechsel zur Dominante G-Dur und einer kurzen Pause schließt ab Takt 30 eine längere Passage  an, die in den Violinen und im Bass zwei rhythmische Motive bringt (im Bass mit auftaktiger Triole, beide Motive sind mit dem Dreinotenmotiv vom Satzanfang verwandt). Auch das ruhige zweite Thema ab Takt 42 mit ausholendem Gestus hängt mit dem Dreinotenmotiv zusammen. Das Thema wird trugschlussartig auf e-Moll abgeschlossen. Kurz darauf bricht das Orchester wieder forte los als fünftaktiges Unisono, gefolgt von einem versetzt in den Streichern absinkenden Piano-Motiv, „das wie ein Abgesang auf das Seitenthema wirkt, gleichsam als dessen bisher vorenthaltener zweiter Teil.“ Die lärmende Schlussgruppe ab Takt 64 wiederholt zunächst eine dreitaktige Phrase mit Triole, dann folgen  rasant-virtuose Skalenläufe der Violinen, wobei das rhythmische Motiv der Violinen aus Takt 30 wiederkehrt, und schließlich ein Unisono, das der Bassfigur aus Takt 30 ähnelt.
Die Durchführung beginnt nicht wie üblich mit dem ersten Thema in der Dominante, sondern als Variante der zögernden Piano-Streicherpassage vom Satzanfang: die Molltrübung ist ausgelassen, die Musik wechselt nach E-Dur und kommt dort kurzfristig zur Ruhe. In Takt 95 schließt eine Variante vom Unisono-Block, der in der Exposition auf das zweite Thema folgte, an. Als Besonderheit enthält dieser Abschnitt zwei Crescendi. Dann wird das Dreitonmotiv intensiv verarbeitet, bis nur noch der schleiferartige Auftakt übrig ist. Auch der Auftakt wird durch Auf- und Abwärtsführung sowie „Verschnellerung“ auf Zweiunddreißigstel einer intensiven Verarbeitung unterzogen. Diese Passage (Takt 114 bis 119) erinnert an den Abschnitt aus dem ersten Satz von Wolfgang Amadeus Mozarts Sinfonie KV 551, die ebenfalls in C-Dur steht (dort: Takt 171 bis 179). Ab Takt 128 nimmt die Intensität der Musik, die ins Piano absinkt, ab, „löst sich gleichsam auf und öffnet sich mit einer Generalpause dominantisch zur Reprise.“
In der Reprise ab Takt 134 geht das erste Thema ohne Wiederholung gleich in den Forte-Block mit Akkordschlägen und Tremolo über, ansonsten ist sie bis auf Details ähnlich der Exposition strukturiert (das Unisono nach dem zweiten Thema ist um einen Takt verlängert und zum Fortissimo verstärkt; die anschließende Piano-Passage ist um einen Takt verkürzt). Exposition sowie Durchführung und Reprise  werden wiederholt.

### Zweiter Satz: Adagio
F-Dur, 6/8-Takt, 89 Takte
Das Adagio ist einer von Haydns längsten langsamen Sätzen. Das erste, etwas verschnörkelte Thema wird piano von den Streichern vorgestellt, wobei die Violinen gedämpft sind (was in mehreren langsamen Sätzen von Haydns Sinfonien dieser Zeit auftritt).  Es ist auftaktig, periodisch strukturiert  und enthält eine dreifache Tonrepetition. In der ersten Themenhälfte spielen die solistischen Oboen im Dialog mit den Streichern.  Ein aufstrebendes Hornsolo führt zum zweiten Thema, das durch seine Tonrepetition, den Auftakt und den ebenfalls periodischen Aufbau mit dem ersten verwandt ist. Die 1. Violine ist stimmführend, die 2. Violine begleitet in durchlaufenden Triolen. In der zweiten Themenhälfte treten die Bläser hinzu. In der ausgedehnten Schlussgruppe dominieren die bisher von der 2. Violine begleitend gespielten Triolen, was für einen zunehmenden Bewegungsfluss sorgt. Dieser wird allerdings von einer rezitativisch-zörgernden Passage mit Chromatik und Trugschlüssen unterbrochen.
Die eher kurze Durchführung verarbeitet die erste Hälfte des zweiten Themas und streift dabei mehrere Tonarten. Den Eintritt der Reprise hat Haydn besonders gestaltet: Nachdem die Musik die Dominante A-Dur erreicht hat, hält sie plötzlich an; die Oboen und Hörner bringen das A im Oktavabstand pianissimo, plötzlich spielen dann die Hörner wieder A als Terz der Tonika F-Dur und intonieren ihr Solo vom Übergang zum zweiten Thema. „Das klingt alles erstaunlich romantisch.“
Die Reprise ist ähnlich der Exposition strukturiert, jedoch verkürzt: Das erste Thema geht gleich in die zweite Hälfte vom zweiten Thema über. Exposition sowie Durchführung und Reprise  werden wiederholt.

### Dritter Satz: Menuet. Allegretto
C-Dur, 3/4-Takt, mit Trio 84 Takte
Das Menuett mit volkstümlichem Tonfall„behält die ungewöhnlich großen Dimensionen bei, die für die ganze Symphonie charakteristisch sind.“ Es ist durch zwei- bis dreifache Tonrepetition sowie zahlreiche Pralltriller geprägt und überwiegend forte gehalten. Der Beginn des Hauptthemas ist aus der zweiten Hälfte vom zweiten Thema des Adagios ableitbar. Der erste Teil verbleibt weitgehend in der Tonika C-Dur, der Beginn vom zweiten Teil wechselt nach A-Dur und d-Moll, wobei eine Floskel vierfach energisch wiederholt wird. Am Ende des zweiten Teils unterbricht „eine kriegerische Fanfare in Oktaven“ im Fortissimo den volkstümlichen Tonfall, an den sich jedoch noch ein Nachsatz im Streicherpiano anschließt.
Das Trio steht in c-Moll und kontrastiert mit seinem ernsten Charakter stark zum festlich-volkstümlichen Menuett. Das Hauptmotiv, ein signalartiger Unisono-Ruf mit Pralltriller ist aus der Anfangswendung vom Menuett abgeleitet. Der zweite Teil führt anfangs die Unisono-Figur in absteigender Linie weiter mit ganztaktigem Triller:

„Ein Triller in allen Streichern und für die Dauer eines ganzen Taktes gibt dem Ganzen das makabere Gehabe eines in Musik gesetzten höfischen ‚Kratzfußes‘, wie man die tiefe Verneigung einzuleiten pflegte – und die Blechbläser verstummen völlig – abgesehen von einem tiefen gehaltenen Ton nach dem trillernden ‚Kratzfuß‘, als ob auch sie sich tief verneigen wollten.“

Das Trio schließt „mit einer ausgedehnten chromatischen Fortschreitung, die erst im letzten Moment wieder zur Tonika zurückkehrt.“

### Vierter Satz: Allegro
C-Dur, 2/2-Takt (alla breve), 160 Takte
Der rasante Satz beginnt mit dem Hauptthema aus auf- und absteigenden Skalenläufen. Die „stürmisch dahinbrausende Achtelbewegung“ dominiert fast ganzen Satz: Sie ist in verschiedenen Formen auch für den folgenden Forte-Block prägend, der sich bis zum Ende der Exposition hinzieht – unterbrochen von einem ausgedehnten Orgelpunkt auf D, nach dem sich die Dominante G-Dur etabliert.
Die Durchführung fängt (wie im  ersten Satz) nicht mit dem Hauptthema in der Dominante an, sondern variiert die Passage mit dem ausgedehnten Orgelpunkt unter Wechsel nach c-Moll. Überraschend setzt dann das Hauptthema in der Tonika ein („Scheinreprise“ bzw. „unmittelbare Reprise“). Nach einigen Takten wechselt Haydn jedoch in fernere Tonarten, so dass dem Hörer klar wird, dass die Reprise noch nicht begonnen hat.
Die eigentliche Reprise ab Takt 113 ist gegenüber der Exposition verkürzt: Das Hauptthema geht gleich in den ausgedehnten Orgelpunkt über. Exposition sowie Durchführung und Reprise  werden wiederholt.